# 크립토닷컴 아레나
크립토닷컴 아레나(영어: Crypto.com Arena)는 미국 캘리포니아주 로스앤젤레스의 체육시설이다. 현재 NBA 로스앤젤레스 레이커스와 WNBA 로스앤젤레스 스파크스 그리고 NHL 로스앤젤레스 킹스의 홈 경기장으로 사용되고 있으며, 과거 로스앤젤레스 클리퍼스의 홈 경기장으로 사용했고, NBA D-리그 로스앤젤레스 디펜더스, NBA G 리그 온타리오 클리퍼스의 제2홈 경기장으로 사용했다.
2005년 4월 3일, WWE 레슬매니아 21이 개최되었으며 관객 수는 20,193명이었다.
로스앤젤레스에 소재한 여러 프로 팀들의 홈 구장이며, 현재 WWE의 서머슬램을 5년 연속으로 개최했다.(2009~2013년) 그리고 2018년 NXT 테이크오버 워게임Ⅱ도 이곳에서 개최했다.
2021년 12월 25일(현지시간) 경기장명칭이 암호화폐 웹사이트인 크립토닷컴이 명명권을 구입한 후 크립토닷컴 아레나(Crypto.com Arena)로 변경되었다.

## 현황
- 부지면적 : 88,257.9m2
- 관람인원 : 18,118명 (최대 20,000명)

## 용도
- 1999년 이래 NBA 로스앤젤레스 레이커스, 로스앤젤레스 클리퍼스, NHL 로스앤젤레스 킹스, WNBA 로스앤젤레스 스파크스, NBA D-리그 로스앤젤레스 디펜더스, NBA G 리그 온타리오 클리퍼스 홈구장, 그래미상
- 각종 실내 스포츠, 콘서트